# 離子交換

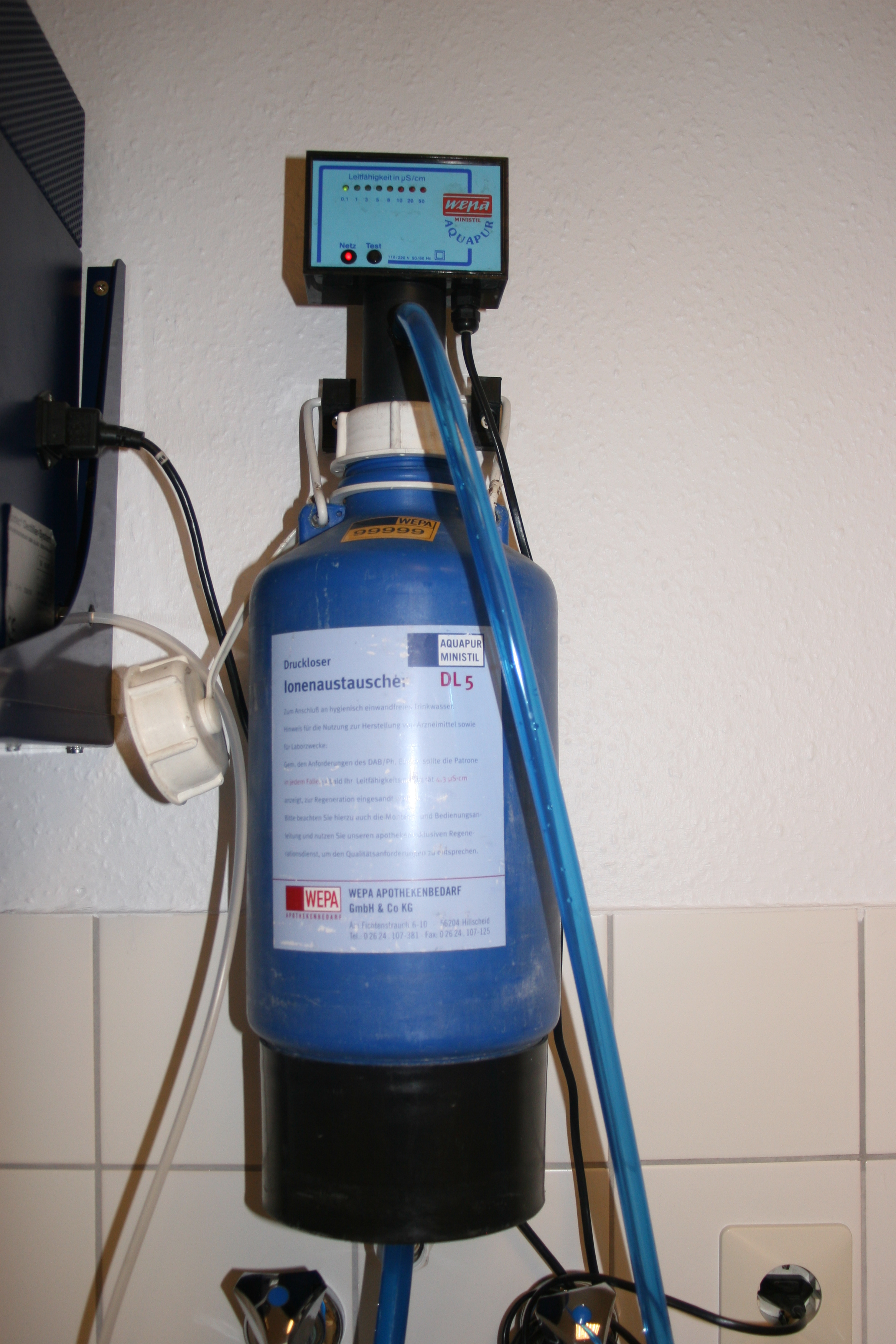
離子交換器

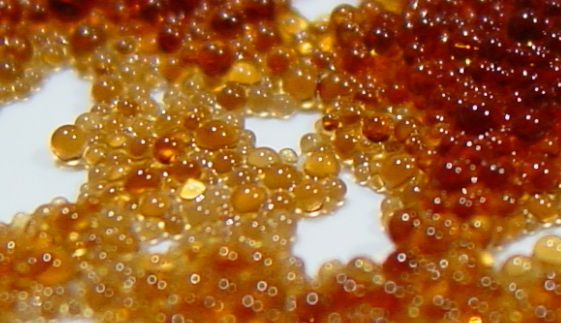
離子交換樹脂珠

離子交換技術（Ion exchange）或稱離子色譜法，是將兩種電解質間做離子的交換，或是在電解溶液和配合物之間的交換。最常見到的例子是使用聚合物或礦物用來純化、分離或淨化純水和其他離子溶液。其他的例子有離子交換樹脂，功能化多孔或凝膠聚合物）、沸石、蒙脫石、黏土和土壤中的腐殖質。
離子交換有兩類，一種是陽離子交換，指的是帶正電的離子互相交換；另外的陰離子交換，則是帶負電的離子互相交換。也有兩性離子交換劑可讓陰、陽離子同時交換。而在混床中能同時有效的進行交換陰、陽離子的交換。混床包括了陰、陽離子交換樹脂，或由處理過的溶液通過幾種不同的離子交換材料所製造出來。
離子交換劑，可以為非選擇性或因喜好結合為某些類別的離子，這取決於其化學結構。這根據了離子的大小、電價或結構而定。可以結合交換離子的常見範例有：
- H+（質子）和OH−（氫氧化物）
- 單一原子帶一價正負電的離子如Na+、K+、Cl−
- 單一原子帶兩價正負電的離子如Ca2+、Mg2+
- 多原子無機化合物的離子如SO42−、PO43−
- 有機鹼，通常分子中含有氨基酸官能團-NR2H+
- 有機酸，往往分子中含有-COO−（羧酸）官能團
- 生物分子可以被離子化：氨基酸，肽，蛋白質等…

離子交換是一種可逆反應，且離子交換劑可洗去過多的離子使之再生、重複使用。

## 應用

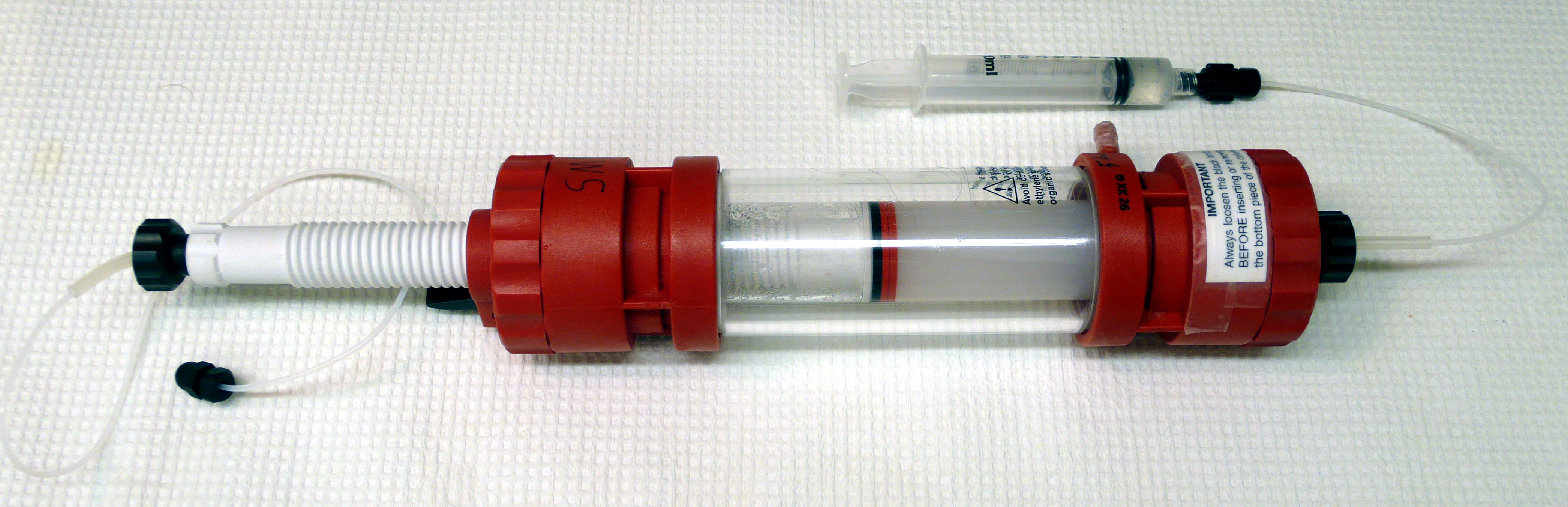
離子交換柱，用於純化蛋白質

離子交換技術廣泛應用於食品飲料業、濕法冶金、金屬加工、化工及石油化工、製藥、製糖和甜味劑、地下水和飲用水、核子工業、軟化及工業用水、半導體、電力工程，以及許多其他行業。
最常見的應用是製備高純度水的電力工程、電子業和核子工業，使用不溶於水的聚合物或礦物作為離子交換之技術廣泛應用於硬水軟化、水淨化等。
此原理也廣泛應用於家庭之中（洗滌劑、濾水器）用於生產軟水。其運作方式是將水中的Ca2+或Mg2+替換成Na+離子或H+離子（可見硬水軟化）。
產業學界中的離子交換層析法是另一種重要的技術。
離子交換層析法是一種色譜法，被廣泛用於化學分析和離子分離技術中。例如，在生物化學中被廣泛應用於帶電分子——蛋白質的分離。生物萃取和純化後所產生的物質，如蛋白質之氨基酸和DNA/RNA等，也為一重要應用領域。
離子交換過程也用來分離和純化金屬，包括分離鈾、鈽和其他錒系元素等，包括釷、鑭、釹、鐿、釤、鎦和其他稀土金屬。有兩個系列的稀土金屬——鑭系元素和錒系元素，這兩個族內過渡元素都有非常相似的物理和化學特性。1940年代由法蘭克‧斯佩丁開發了新的用法，離子交換技術成為唯一可以大量將稀土金屬與其他元素分開的方法，直到出現了溶劑萃取技術，才大幅度增加產量。
一個非常重要的例子是鈽鈾萃取法，這是從核反應爐中分離鈽和鈾等用過的核子燃料，並能夠處理其他的廢料。然後，鈽和鈾可用於製造核能材料，如新的燃料和核武器。
離子交換過程，也是用來分開其他非常相似的化學成分，如鋯、鉿，這也是一項非常重要的核子工業。鋯能被自由中子穿過，可用於建造核燃料棒的外殼；而鉿是一個非常強烈的中子吸收體，可用於核反應爐中的控制棒。
離子交換器用於核燃料再提煉和處理核廢料。
離子交換樹脂薄膜用於氯碱工业、燃料電池和全釩氧化還原液流電池中。離子交換也可以用離子交換柱來減輕水的硬度，其原理便是將鈣、鎂離子替換成氫、氯離子的方法。

### 其他應用
- 在土壤學中，陽離子交換容量是指土壤中帶正電離子的交換容量。土壤可視為自然的弱性陽離子交換劑。
- 平面波导管製造上，使用離子交換技術可製造較高折射率的引導層。
- 脫鹼（英语：dealkalization），從玻璃表面去除鹼性離子。
- 化學強化玻璃，用KNO3（硝酸鉀）融化玻璃表面，K+將會取代Na+。
- 在濾水過程中，利用離子交換樹脂把硬水软化。

### 引用
1. ↑  離子交換層析法 的存檔，存档日期2015-01-11.

## 外部連結
- 達特茅斯學院化學實驗室，實作離子交換之明確定義及圖解
- 一些小程式，說明離子交換過程
- 簡單解釋去離子技術
- BioMineWiki上的離子交換條目 （页面存档备份，存于）